# エレクトラ (小惑星)
エレクトラ (130 Elektra) は、小惑星帯に位置するとても大きな小惑星の一つ。1873年2月17日にアメリカ合衆国の天文学者、クリスチャン・H・F・ピーターズにより発見され、ギリシア神話に登場するエレクトラから命名された。
G型小惑星に分類され、ケレスと同じような構造を持つと考えられる。表面からは有機化合物のスペクトルが見つかっている。
光学的な観測により、衛星の存在が明らかとなった。またその軌道によって、エレクトラの正確な質量が計算された。1.3 ×1019 kgという質量が分かったことにより、3.8 ± 0.3 g/cm³という、小惑星としてはかなり大きな密度を持つことも明らかとなった。さらに光学的な観測により、エレクトラはかなりいびつな形をしていることも分かった。これらの観測により、エレクトラはラブルパイルではなく詰まった固体でできていると推定されている。

## 衛星
W・M・ケック天文台での観測で、2003年にエレクトラの小さな衛星が発見された。直径は約6kmで、軌道半径は約1,250kmである。衛星にはS/2003 (130) 1という仮符号がつけられている。観測データが少ないため、軌道は厳密には分かっていない。さらに、2014年には超大型望遠鏡VLTでの観測によりさらに2つの衛星が発見され、S/2014 (130) 1及びS/2014 (130) 2と命名された。
これら3つの衛星の存在が正式に認められれば、エレクトラは冥王星（5個）に次いで多くの衛星を持った小惑星となる。